# Raadhuisstraat (Amsterdam)

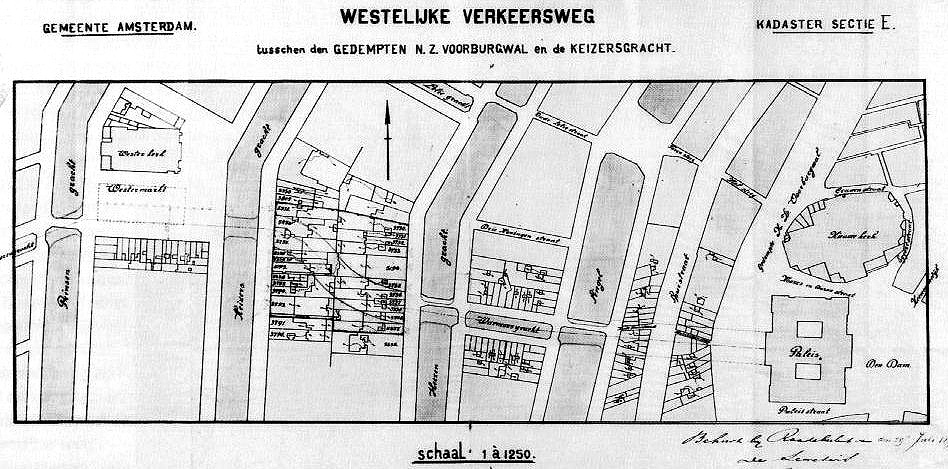
Plan voor de Raadhuisstraat, een doorbraak tussen de gedempte Nieuwezijds Voorburgwal en de Keizersgracht. Bron: www.bmz.amsterdam.nl.

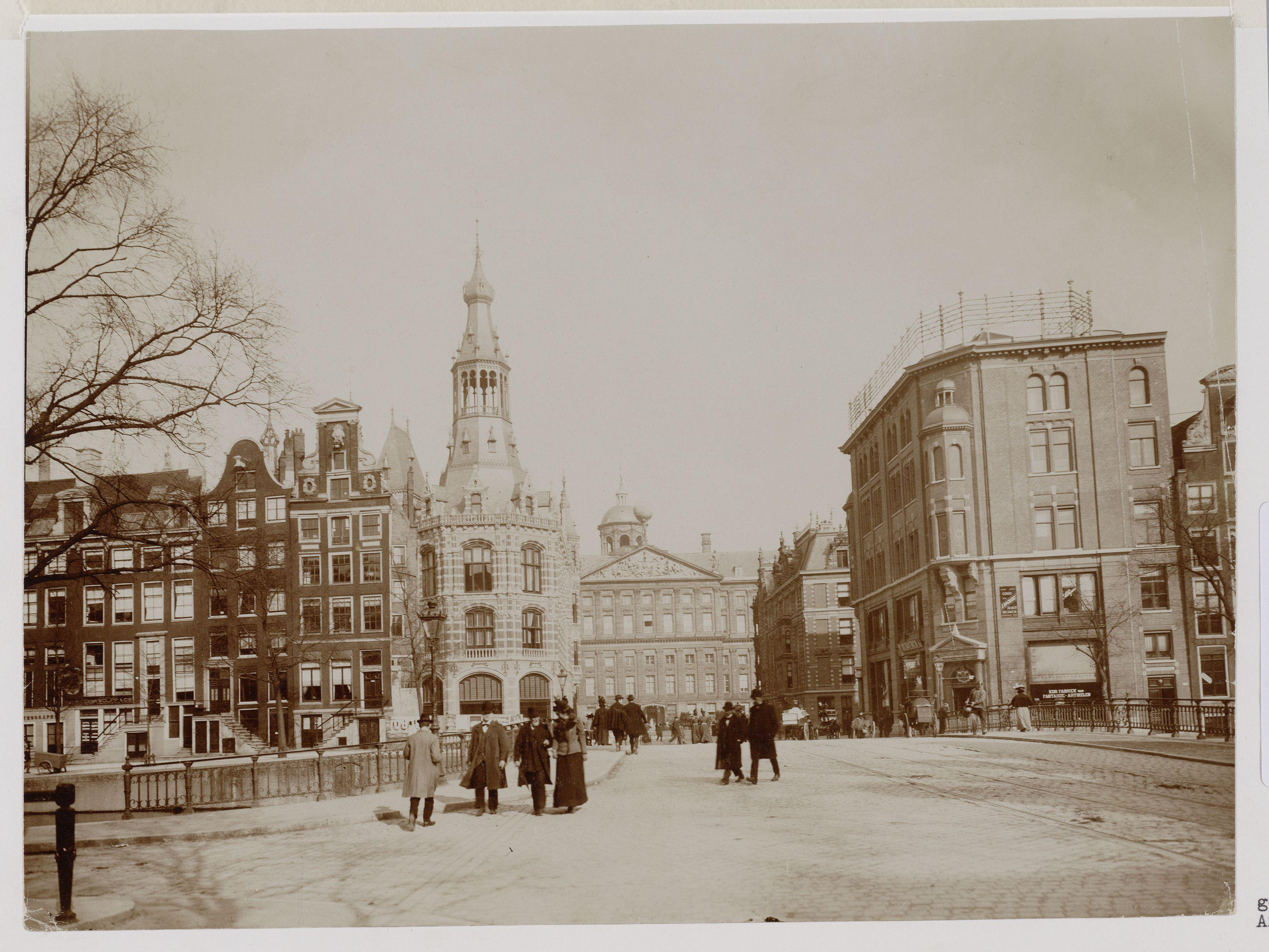
Raadhuisstraat ter hoogte van het Singel, met op de achtergrond het 'Raadhuis' / Paleis op de Dam; 1898.

De Raadhuisstraat is een straat in de Amsterdamse binnenstad tussen de Nieuwezijds Voorburgwal en de Keizersgracht. De straat kreeg op 27 februari 1895 haar naam, die verwijst naar het gebouw, dat in 1808 in bestemming wijzigde van Raadhuis of Stadhuis naar Paleis op de Dam.
De Raadhuisstraat ontstond in 1895 na demping van de Warmoesgracht tussen het Singel en de Herengracht en verbreding van de Huiszittensteeg en Korte Huiszittensteeg, tussen Nieuwezijds Voorburgwal en het Singel.
Tussen de Herengracht en de Keizersgracht werd een doorbraak gemaakt, die omdat de aansluitende straten niet in elkaars verlengde lagen in een S-bocht kwam te liggen. Bij de doorbraak werden toen enkele monumentale grachtenpanden gesloopt om plaats te maken voor de latere ook monumentale Winkelgalerij (Van Gendt; 1899). De galerij is niet ontworpen door de architect zelf, maar door zijn zoons. De doorbraak is gefotografeerd, getekend en geschilderd door George Hendrik Breitner.
Op de 17e-eeuwse Westermarkt werd de Waag gesloopt en de in het verlengde liggende Rozengracht werd gedempt. Zo ontstond een brede uitvalsweg van de Dam naar de nieuwe wijken ten westen van de Singelgracht. In het verlengde van de Rozengracht werd, ook in 1895, de De Clercqstraat aangelegd.
Ten zuiden van de Raadhuisstraat liggen tussen de grachten de Negen Straatjes.

## Trams
Door de Raadhuisstraat rijden thans de tramlijnen 13 en 17.
Vanaf 1896 reed hier de paardentramlijn tussen de Dam en de Bilderdijkstraat. Deze nieuwe route werd in 1900 verlengd naar de Eerste Constantijn Huijgensstraat.
In 1902 werd de lijn geëlektrificeerd en op normaalspoor gebracht en werd het lijn 3.
Twee jaar later reed de tramlijn Amsterdam - Zandvoort van de ESM over de route Spuistraat – Raadhuisstraat – Rozengracht – De Clercqstraat. Deze lijn was in meterspoor (1000 mm) uitgevoerd, terwijl de Amsterdamse tram op normaalspoor rijdt. Daarom was er van 1904 tot de opheffing van de Blauwe Tram naar Zandvoort in 1957 een drierailig traject tussen de Spuistraat en de Krommert.
In 1929 werd Lijn 3 verlegd naar het Frederik Hendrikplantsoen. Tramlijn 13 rijdt sinds 1921 door de Raadhuisstraat. Tramlijn 14 reed hier tussen 1910-1942 en 1982-2018, tramlijn 17 van 1913 tot 1956 en verscheen weer in 1962 (tot 1971 met spitslijn 27). In recente jaren hebben de lijnen 6 en 20 nog korte tijd over deze route gereden.

## Galerij

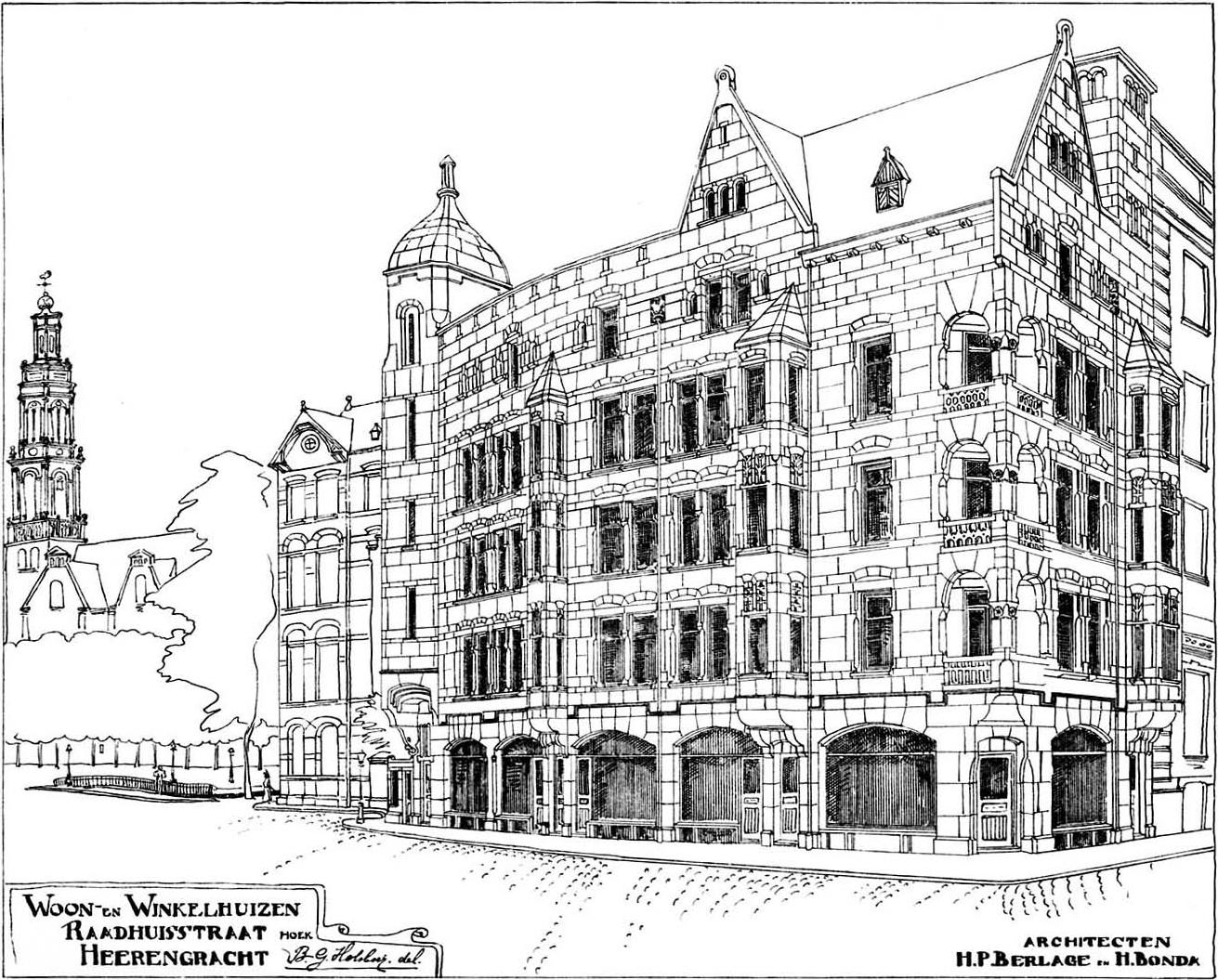
Door H.P. Berlage en H. Bonda ontworpen huizen aan de Raadhuisstraat.
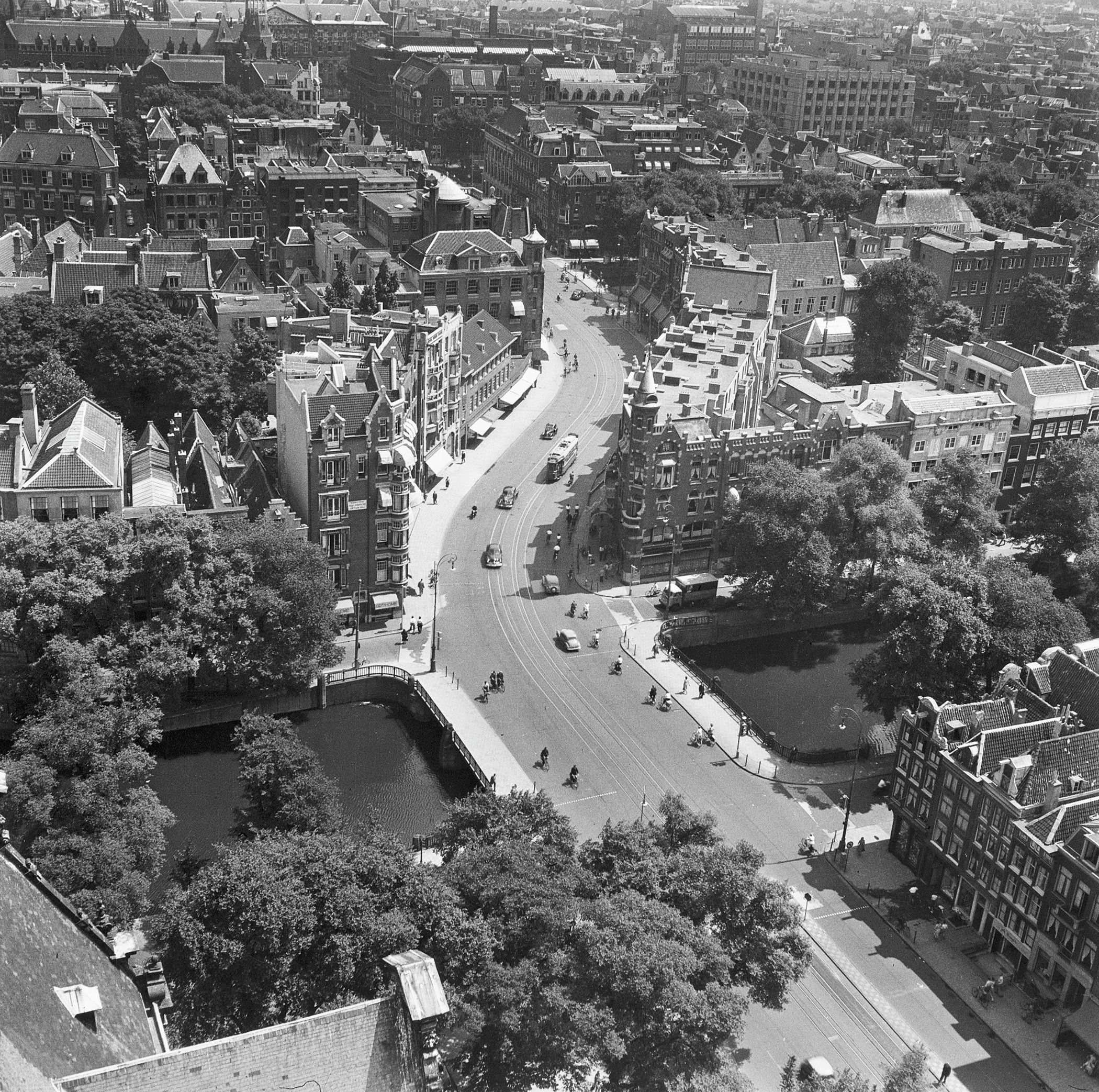
Overzicht vanaf de Westertoren over de Raadhuisstraat naar het zuidoosten; 1954.
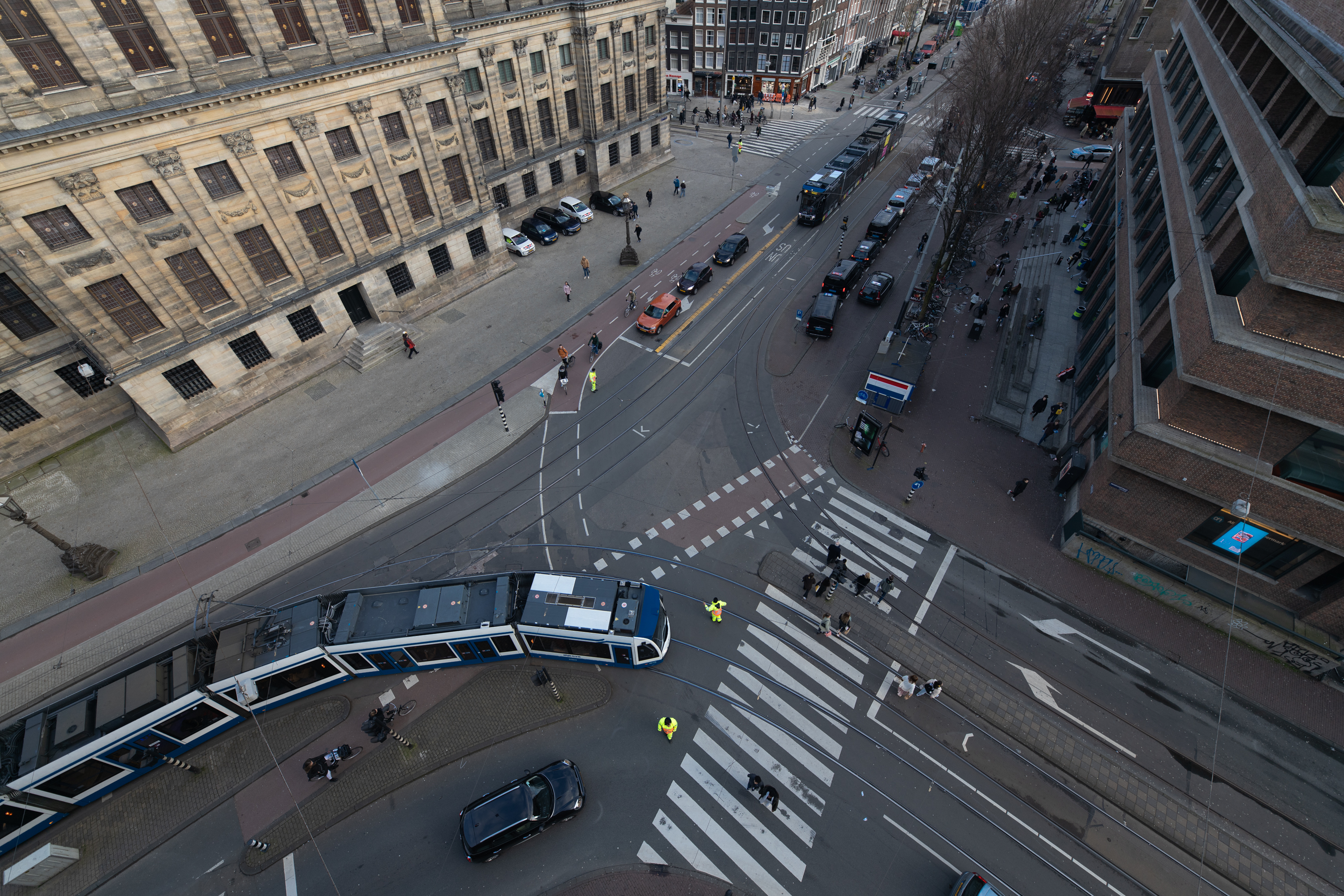
Kruising met de Nieuwezijds Voorburgwal
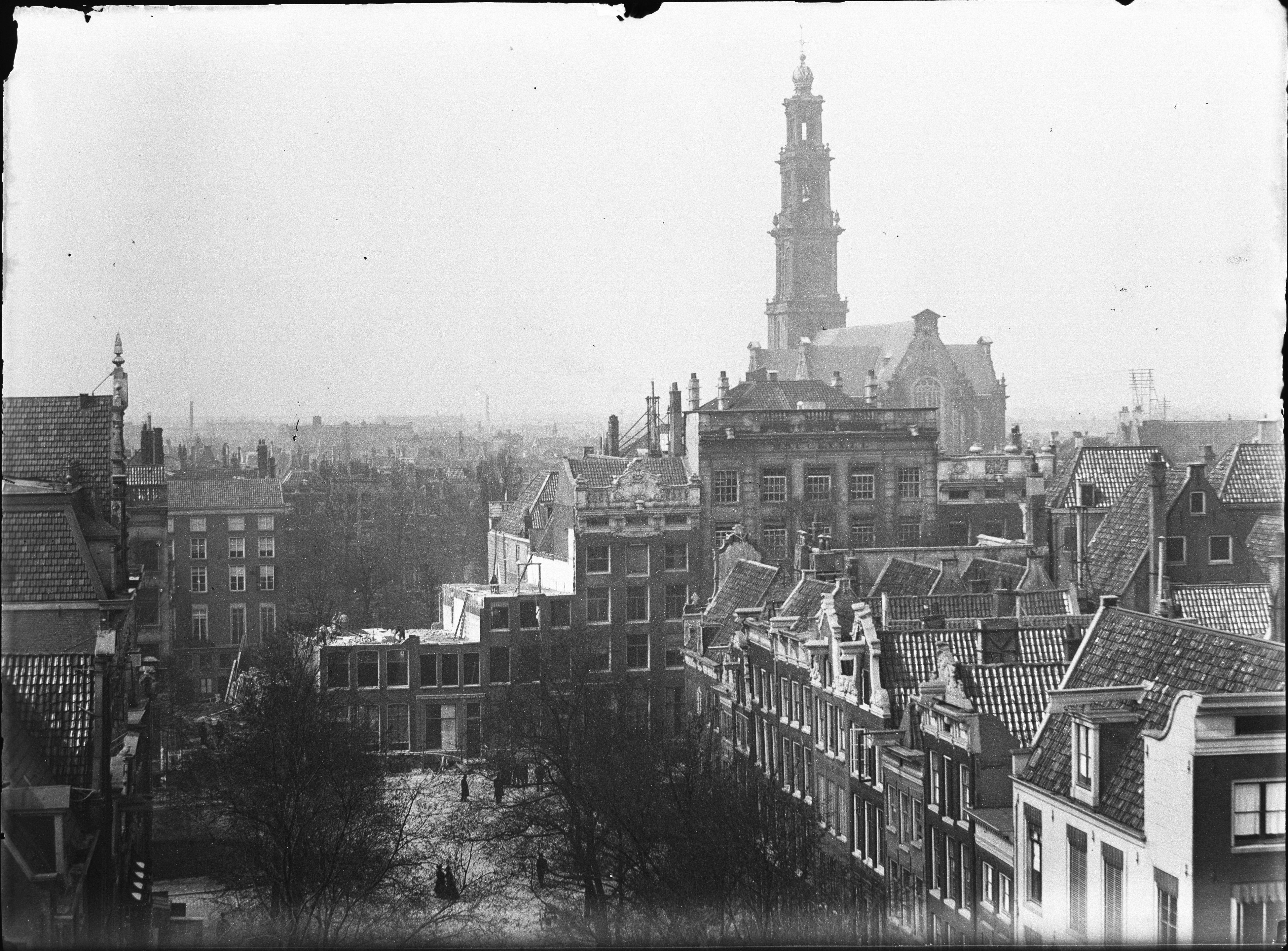
De sloop van de huizen aan de Herengracht voor de doorbraak van de Raadhuisstraat (foto Jacob Olie april 1896). Op de voorgrond de gedempte Warmoesgracht.